# Pyeonghwa Ppeokkugi
Ppeokkugi (in deutscher Sprache Kuckuck) ist eine auf das Jahr 2002 zurückgehende Nutzfahrzeugserie der nordkoreanischen Automobilmarke Pyeonghwa.

## Modellübersicht

### Ppeokkugi
Der Ppeokkugi ist ein Hochdachkombi der Unteren Mittelklasse und wird seit Dezember 2002 von der nordkoreanischen Pyeonghwa Motor Plant in Fiat-Lizenz produziert. Schwestermodell ist der Fiat Doblò der ersten Generation. Das Modell entspricht weitgehend dem europäischen Schwestermodell von Fiat. Die Fahrzeugteile stammen aus italienischer und brasilianischer Produktion und werden lediglich als CKD-Bausatz montiert. Als Motorisierung werden beim Pyeonghwa Ppeokkugi 4-zylindrige Ottomotoren mit einer Leistung von 103 PS bei einem Hubraum von 1596 cm³ eingesetzt.
Mit den Ppeokkugi möchte Pyeonghwa in erster Linie Großfamilien sowie Gewerbetreibende ansprechen. Das Modell wird außerhalb Nord- und Südkoreas auch in der Volksrepublik China und seit Sommer 2009 auch von einem Autohaus in der Tschechischen Republik importiert. Hier ist allerdings ein geringfügiger Umbau notwendig, da einige der Fahrzeugteile die Homologation nicht bestanden.

### Ppeokkugi II
Als Ppeokkugi II baut Pyeonghwa seit 2004 einen fünf bis sieben-sitzigen SUV der oberen Mittelklasse. Schwestermodell ist der nicht mehr produzierte chinesische Dandong Shuguang. Angeboten wird der Ppeokkugi II nur in Nord- und Südkorea. In Südkorea nimmt der Ppeokkugi II für die PMC seither auf Grund seines hohen Absatzes die wichtigste Modellposition ein. Wichtigste Gegner sind der Toyota Land Cruiser Prado und der Nissan X-Trail. In Vietnam wurde das Modell auch von der Mekong Auto Corporation produziert und trug den Namen Pronto DX. 2009 wurde das Modell dann durch seinen Nachfolger Pronto GS abgelöst.
Ausgestattet wird der Ppeokkugi II mit Dieselmotoren, die eine Leistung von 182 kW (248 PS) bei einem Hubraum von 2.237 cm³ haben. Diese stammen aus dem Hause der chinesischen Liaoning SG Automotive Group Co., Ltd., welche sich unter anderem 2009 Shuanghuan einverleibt hat.

### Ppeokkugi III
Der Ppeokkugi III ist die Pick-up-Version des Ppeokkugi II und sieht auf den ersten Blick identisch aus. Die Unterschiede liegen hier jedoch nicht nur in einer mageren Ausstattung, sondern auch bereits in den Fahrzeugmaßen.
Erhältlich ist der Ppeokkugi III bislang nur mit Doppelkabine. Serienmäßig wird das Modell mit einem abnehmbaren Hochdach ausgeliefert. Eingesetzt werden auch hier die 182 kW (248 PS) starken Ottomotoren aus dem Hause der Liaoning SG Automotive.

### Ppeokkugi 4WD
Unter dem Modellnamen Ppeokkugi 4WD werden von Pyeonghwa seit dem Frühjahr 2009 zugleich drei verschiedene Geländewagen angeboten, welche nicht in Einzelmodelle aufgeteilt wurden, sondern in Korea alle drei unter demselben Modellnamen laufen und sich nur durch einen inoffiziellen Namenszusatz unterscheiden.
Das Einsteigermodell stellt hier ein Sports Utility Vehicle als Schwestermodell zum chinesischen HuangHai DD6490A, welcher in Korea auf die Bezeichnung 4WD-A hört und in Vietnam unter dem Namen Pronto GS bekannt ist. Für den Antrieb sorgen beim 4WD-A ein Subaru-V8-Ottomotor mit einem Hubraum von 2351 cm³. Bei dem aus Vietnam stammenden Pronto GS hingegen wird ein Fiat-Motor eingesetzt, der einen Hubraum von 1997 cm³ sowie eine Leistung von 114 kW besitzt.
Als Frauenmodell hingegen rangiert der 4WD-B in der Mitte der Ppeokkugi-4WD-Serie. Dieser wird von der Hyundai Motor Company im tschechischen Nošovice als CKD-Bausatz produziert und im südkoreanischen Ulsan montiert. Sowohl in Nordkorea als auch in Südkorea ist der 4WD-B in der Modellpalette vertreten. In kleiner Stückzahl wird das Modell aber auch in der Volksrepublik China und in der Tschechischen Republik angeboten. Auf dem vietnamesischen Markt ist das Modell hingegen nicht vertreten. Schwestermodell ist der Hyundai Santa Fe der CM-Generation. Produziert wird das Modell lediglich auf Bestellung und ist ein Produkt unter dem Badge-Engineering und dem Pyeonghwa-Hyundai-ArvinMentor-Joint-Ventures.
Als Topmodell rangiert der 4WD-C, welcher in Vietnam den Namen Premio MAX trägt und erstmals auf der Motor Show 2004 im Hoang Van Thu National Exhibition Center der Öffentlichkeit präsentiert wurde. Als Vorbild für das neue Modell dienten ältere Chevrolet-Pick-ups. Zur gleichen Zeit aber überarbeitete auch General Motors seinen Chevrolet S-10. So kam es dann, das im September 2004 der Pyeonghwa Premio MAX und der Chevrolet Colorado zur gleichen Zeit präsentiert wurden und sich beide Unternehmen vorwerfen Firmenspionage und nicht genehmigte Plagiate in Serienproduktion gebracht zu haben. Trotz dieser Vorwürfe hat bis heute keines der Unternehmen gegen das andere ein Gerichtsverfahren angestrebt.
Angetrieben werden sowohl der 4WD-C als auch der Premio MAX mit Dieselmotoren des Types 4JB1 TL, welche eine Leistung von 75 kW bei einem Hubraum von 2771 cm³ besitzen. Das Modell wird in der Volksrepublik China seit Juli 2008 auch als HuangHai SG Plutus angeboten. Die Fahrzeugteile werden von Mekong Auto geliefert.